# Treffurt
Treffurt – miasto w Niemczech, w kraju związkowym Turyngia, w powiecie Wartburg.
1 stycznia 2019 do miasta przyłączono gminę Ifta, która stała się jego dzielnicą.

## Współpraca
Miejscowości partnerskie:
- Nüdlingen, Bawaria
- Spangenberg, Hesja